# Пількомайо
Пількома́йо (кечуа, ісп. Pilcomayo), або Арагва́й (ісп. Araguay, гуарані Ysyry Araguay [ʔɨsɨˈɾɨ ʔaɾaɰʷaˈɨ]) — річка в центральній частині Південної Америки, найдовша притока річки Парагвай.
Річка бере початок в передгір'ях Анд на висоті 3 900 м над рівнем моря на межі болівійських департаментів Потосі і Оруро, на північ від озера Поопо. У верхній течії протягом приблизно 840 км річка перетинає територію Болівії, зокрема територію природних регіонів Альтіплано і Гран-Чако, а адміністративно департаментів Чукісака і Тариха. В середній та нижній течії річка продовжує перетинати Гран-Чако і служить кордоном між аргентинською провінцією Формоса і Парагваєм, після чого вливається в річку Парагвай біля Асунсьйону.
В басейні річки площею 270 тис. км² мешкає приблизно 1,5 млн чоловік: 1 млн в Болівії, 300 тис. в Аргентині та 200 тис. в Парагваї.